# Freestyleskiën op de Olympische Winterspelen 2018 - Skicross mannen
Het onderdeel skicross voor mannen tijdens de Olympische Winterspelen 2018 vond plaats op 21 februari 2018 in het Bokwang Phoenix Park in Pyeongchang. Regerend olympisch kampioen was de Fransman Jean-Frédéric Chapuis.

## Tijdschema
| Datum       | Lokale tijd | MET   | Ronde     |
| ----------- | ----------- | ----- | --------- |
| 21 februari | 11:30       | 03:30 | Plaatsing |
| 21 februari | 13:15       | 05:15 | Finale    |

## Uitslag

### Plaatsingsronde
| Rang | Bib | Naam                  | Land                           | Tijd    | Achterstand |
| ---- | --- | --------------------- | ------------------------------ | ------- | ----------- |
| 1    | 9   | Alex Fiva             | Zwitserland                    | 1:08.74 | −           |
| 2    | 10  | Sergej Ridzik         | Olympische atleten uit Rusland | 1:09.21 | +0.47       |
| 3    | 16  | Kevin Drury           | Canada                         | 1:09.41 | +0.67       |
| 4    | 2   | Armin Niederer        | Zwitserland                    | 1:09.46 | +0.72       |
| 5    | 14  | Filip Flisar          | Slovenië                       | 1:09.65 | +0.91       |
| 6    | 8   | Christoph Wahrstötter | Oostenrijk                     | 1:09.79 | +1.05       |
| 7    | 15  | Jean-Frédéric Chapuis | Frankrijk                      | 1:09.84 | +1.10       |
| 8    | 6   | Brady Leman           | Canada                         | 1:09.94 | +1.20       |
| 9    | 11  | Marc Bischofberger    | Zwitserland                    | 1:09.99 | +1.25       |
| 10   | 7   | Paul Eckert           | Duitsland                      | 1:10.06 | +1.32       |
| 11   | 28  | Robert Winkler        | Oostenrijk                     | 1:10.09 | +1.35       |
| 12   | 29  | Stefan Thanei         | Italië                         | 1:10.10 | +1.36       |
| 13   | 19  | Jonas Lenherr         | Zwitserland                    | 1:10.12 | +1.38       |
| 14   | 1   | Arnaud Bovolenta      | Frankrijk                      | 1:10.12 | +1.38       |
| 15   | 26  | Siegmar Klotz         | Italië                         | 1:10.15 | +1.41       |
| 16   | 20  | Adam Kappacher        | Oostenrijk                     | 1:10.17 | +1.43       |
| 17   | 24  | Igor Omelin           | Olympische atleten uit Rusland | 1:10.24 | +1.50       |
| 18   | 13  | François Place        | Frankrijk                      | 1:10.26 | +1.52       |
| 19   | 3   | Victor Öhling Norberg | Zweden                         | 1:10.26 | +1.52       |
| 20   | 17  | Tim Hronek            | Duitsland                      | 1:10.27 | +1.53       |
| 21   | 27  | Florian Wilmsmann     | Duitsland                      | 1:10.33 | +1.59       |
| 22   | 23  | Erik Mobärg           | Zweden                         | 1:10.36 | +1.62       |
| 23   | 25  | Jegor Korotkov        | Olympische atleten uit Rusland | 1:10.39 | +1.65       |
| 24   | 4   | Terence Tchiknavorian | Frankrijk                      | 1:10.41 | +1.67       |
| 25   | 21  | Jamie Prebble         | Nieuw-Zeeland                  | 1:10.48 | +1.74       |
| 26   | 22  | David Duncan          | Canada                         | 1:10.51 | +1.77       |
| 27   | 30  | Semen Densjtsjikov    | Olympische atleten uit Rusland | 1:10.86 | +2.12       |
| 28   | 12  | Thomas Zangerl        | Oostenrijk                     | 1:10.96 | +2.22       |
| 29   | 5   | Viktor Andersson      | Zweden                         | 1:11.20 | +2.46       |
| 30   | 31  | Anton Grimus          | Australië                      | 1:40.80 | +32.06      |
| 31   | 18  | Christopher Del Bosco | Canada                         | 1:48.25 | +39.51      |

### Finaleronde

#### Achtste finale
Heat 1
| Rang | Bib | Naam           | Land | Opm. |
| ---- | --- | -------------- | ---- | ---- |
| 1    | 1   | Alex Fiva      | SUI  | Q    |
| 2    | 16  | Adam Kappacher | AUT  | Q    |
| 3    | 17  | Igor Omelin    | OAR  |      |

Heat 2
| Rang | Bib | Naam                  | Land | Opm. |
| ---- | --- | --------------------- | ---- | ---- |
| 1    | 9   | Marc Bischofberger    | SUI  | Q    |
| 2    | 8   | Brady Leman           | CAN  | Q    |
| 3    | 25  | Jamie Prebble         | NZL  |      |
|      | 24  | Terence Tchiknavorian | FRA  | DNF  |

Heat 3
| Rang | Bib | Naam              | Land | Opm. |
| ---- | --- | ----------------- | ---- | ---- |
| 1    | 5   | Filip Flisar      | SLO  | Q    |
| 2    | 28  | Thomas Zangerl    | AUT  | Q    |
| 3    | 12  | Stefan Thanei     | ITA  |      |
| 4    | 21  | Florian Wilmsmann | GER  |      |

Heat 4
| Rang | Bib | Naam             | Land | Opm. |
| ---- | --- | ---------------- | ---- | ---- |
| 1    | 4   | Armin Niederer   | SUI  | Q    |
| 2    | 13  | Jonas Lenherr    | SUI  | Q    |
| 3    | 20  | Tim Hronek       | GER  |      |
| 4    | 29  | Viktor Andersson | SWE  |      |

Heat 5
| Rang | Bib | Naam                  | Land | Opm. |
| ---- | --- | --------------------- | ---- | ---- |
| 1    | 3   | Kevin Drury           | CAN  | Q    |
| 2    | 14  | Arnaud Bovolenta      | FRA  | Q    |
| 3    | 19  | Victor Öhling Norberg | SWE  |      |
| 4    | 30  | Anton Grimus          | AUS  |      |

Heat 6
| Rang | Bib | Naam                  | Land | Opm. |
| ---- | --- | --------------------- | ---- | ---- |
| 1    | 11  | Robert Winkler        | AUT  | Q    |
| 2    | 27  | Semen Densjtsjikov    | OAR  | Q    |
|      | 6   | Christoph Wahrstötter | AUT  | DNF  |
|      | 22  | Erik Mobärg           | SWE  | DNF  |

Heat 7
| Rang | Bib | Naam                  | Land | Opm. |
| ---- | --- | --------------------- | ---- | ---- |
| 1    | 26  | David Duncan          | CAN  | Q    |
| 2    | 7   | Jean-Frédéric Chapuis | FRA  | Q    |
| 3    | 10  | Paul Eckert           | GER  |      |
| 4    | 23  | Jegor Korotkov        | OAR  |      |

Heat 8
| Rang | Bib | Naam                  | Land | Opm. |
| ---- | --- | --------------------- | ---- | ---- |
| 1    | 18  | François Place        | FRA  | Q    |
| 2    | 2   | Sergej Ridzik         | OAR  | Q    |
| 3    | 15  | Siegmar Klotz         | ITA  |      |
|      | 31  | Christopher Del Bosco | CAN  | DNF  |

#### Kwartfinales
Heat 1
| Rang | Bib | Naam               | Land | Opm. |
| ---- | --- | ------------------ | ---- | ---- |
| 1    | 8   | Brady Leman        | CAN  | Q    |
| 2    | 9   | Marc Bischofberger | SUI  | Q    |
|      | 1   | Alex Fiva          | SUI  | DNF  |
|      | 16  | Adam Kappacher     | AUT  | DNF  |

Heat 2
| Rang | Bib | Naam           | Land | Opm. |
| ---- | --- | -------------- | ---- | ---- |
| 1    | 4   | Armin Niederer | SUI  | Q    |
| 2    | 5   | Filip Flisar   | SLO  | Q    |
| 3    | 28  | Thomas Zangerl | AUT  |      |
| 4    | 13  | Jonas Lenherr  | SUI  |      |

Heat 3
| Rang | Bib | Naam               | Land | Opm. |
| ---- | --- | ------------------ | ---- | ---- |
| 1    | 3   | Kevin Drury        | CAN  | Q    |
| 2    | 14  | Arnaud Bovolenta   | FRA  | Q    |
| 3    | 27  | Semen Densjtsjikov | OAR  |      |
|      | 11  | Robert Winkler     | AUT  | DNF  |

Heat 4
| Rang | Bib | Naam                  | Land | Opm. |
| ---- | --- | --------------------- | ---- | ---- |
| 1    | 2   | Sergej Ridzik         | OAR  | Q    |
| 2    | 26  | David Duncan          | CAN  | Q    |
| 3    | 18  | François Place        | FRA  |      |
| 4    | 7   | Jean-Frédéric Chapuis | FRA  |      |

#### Halve finales
Heat 1
| Rang | Bib | Naam               | Land | Opm. |
| ---- | --- | ------------------ | ---- | ---- |
| 1    | 8   | Brady Leman        | CAN  | Q    |
| 2    | 9   | Marc Bischofberger | SUI  | Q    |
| 3    | 4   | Armin Niederer     | SUI  |      |
| 4    | 5   | Filip Flisar       | SLO  |      |

Heat 2
| Rang | Bib | Naam             | Land | Opm. |
| ---- | --- | ---------------- | ---- | ---- |
| 1    | 3   | Kevin Drury      | CAN  | Q    |
| 2    | 2   | Sergej Ridzik    | OAR  | Q    |
| 3    | 14  | Arnaud Bovolenta | FRA  |      |
| 4    | 26  | David Duncan     | CAN  |      |

#### Finales
Grote finale
| Rang   | Bib | Naam               | Land | Opm. |
| ------ | --- | ------------------ | ---- | ---- |
| Goud   | 8   | Brady Leman        | CAN  |      |
| Zilver | 9   | Marc Bischofberger | SUI  |      |
| Brons  | 2   | Sergej Ridzik      | OAR  |      |
| 4      | 3   | Kevin Drury        | CAN  | DNF  |

Kleine finale
| Rang | Bib | Naam             | Land | Opm. |
| ---- | --- | ---------------- | ---- | ---- |
| 5    | 4   | Armin Niederer   | SUI  |      |
| 6    | 14  | Arnaud Bovolenta | FRA  |      |
| 7    | 5   | Filip Flisar     | SLO  |      |
| 8    | 26  | David Duncan     | CAN  |      |